# Valea Salciei, Buzău
Valea Salciei este satul de reședință al comunei cu același nume din județul Buzău, Muntenia, România.

## Istoric
Prima atestare documentară a localității datează din secolul al XVII-lea.

## Învățământ
Numarul instituțiilor de învățământ din localitate a înregistrat o evoluție descendentă în perioada 1999-2004, astfel încât datorită micșorării numărului de copii au fost desființate două școli din satele componente, concentrându-se toți elevii la școala de centru.
Numărul total de elevi este de 96 din care 22 preșcolari,30 învățământ primar și 44 învățământ gimnazial.
Comparativ cu anii școlari anteriori s-a constat o alternanță al numărului de elevi fiind ani școlari care au prezentat o creștere a numărului cit și ani care au prezentat o scădere. Din totalul elevilor la clasele terminale s-a observat o scădere a celor care frecventează un nivel superior.

## Biserica
După anul 2000, biserica ortodoxă din localitate a primit anual fonduri de la primarie pentru realizarea unor obiective de cult. Cu toate că acestea nu au fost suficiente, datorită sprijinului preotului și a enoriasilor obiectivele au fost în mare parte realizate.